# Mosaburg

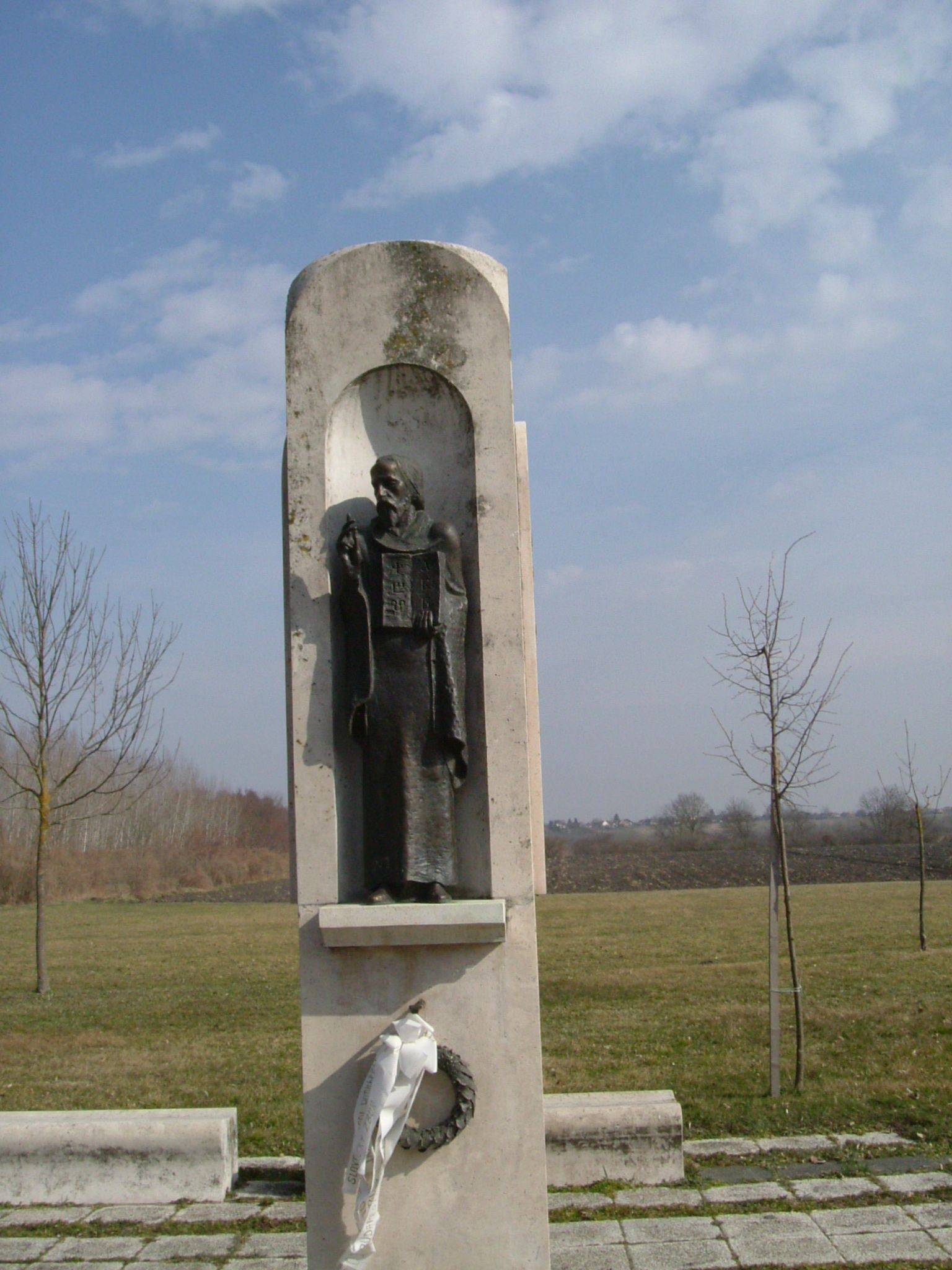
Cirill és Metód zalavári emlékműve

Mosaburg középkori vár és város volt, vélhetően a mai Zalavár területén feküdt, bár ezt az azonosítást többen vitatják. A népvándorlás idejében több nép is elfoglalta, állt a keleti gótok, longobárdok, hunok, frankok birtokában is. A 9. században a Frank Birodalom keleti határvidékén az Alsó-pannoniai grófság központja, püspökség és apátság székhelye, sőt Arnulf idején valószínűleg az ő egyik hercegi, majd királyi székhelye. Más vélemények Mosaburgot a mai Karintia területére teszik, Moosburggal azonosítják.

## Története
Német Lajos 828 elején (a bolgár háborúk lezárulásával összefüggésben) átszervezte a Frank Birodalom délkeleti határvidékének közigazgatását. Három grófság jött létre: a Duna-Rába közti, az ettől délre fekvő savariai vagy sabariai és a délkeleti mosaburgi. Míg korábban a Siscia központú területet hívták Pannonia inferiornak, az új Alsó-Pannonia a Karoling kor végéig a Rába és a Dráva közötti terület lett.
833-ban I. Mojmír megtámadta a Nyitrai Fejedelemséget, elűzve éléről Pribinát (Priwina), helyére saját unokaöccsét, Rasztiszlávot ültetve. Pribina fiával, Kocellel együtt előbb a frankokhoz, majd a bolgárokhoz menekült. A frankok hűbéresénél, Ratimir szlavóniai fejedelemnél töltött egy kis időt, aki egy 838-as hadjáratot követően újból meghódolt a frankoknak. Pribina 838 után behódolt Német Lajosnak, aki előbb a Zala-vidék rang nélküli hűbéresévé nevezte ki, majd 847-ben Alsó-Pannonia grófjává (comes) emelte. A század eleji frank–avar háború miatt csak gyér szláv–avar lakossággal rendelkező Pannoniába Pribina idején sok bajor telepes érkezett, falvakat és templomokat építettek, a szlávok között is jelentősen előrehaladt a térítés a Salzburgi Érsekség térítőpüspökei irányításával. Mindezek eredményeképpen Pannonia Mosaburg központtal önálló esperesség lett a Salzburgi Érsekség területén belül. A Conversio Bagoariorum et Carantanorum szerint Pribina grófi tisztsége és Mosaburg Kocelre szállt „apja halála után, akit a morvák megöltek.”
Pribinát fia, Kocel követte a terület élén. 869-ben II. Adorján pápa Metódot Pannoniába küldte és Morvaországhoz hasonlóan itt is engedélyezte neki a szláv liturgiát. 870-ben azután kinevezte sirmiumi püspöknek és pannóniai érseknek, bár sirmiumi székhelyét Metód nem tudta elfoglalni, mivel az bolgár terület volt, és éppen ebben az évben szervezték meg a bolgár ortodox egyházat egy metropolita irányításával 10 püspökségre osztva Bulgáriát. Metód kinevezése és a szláv liturgia sértette a salzburgi érsekséget ezért Metódot két és fél évre börtönbe zárták, ahonnan csak 873-ban szabadult. Ekkor Kocel már nem élt, utóda Pannónia élén, a frankok által kinevezett Gozwin pedig nem támogatta őt, ezért Metódnak a Morva Fejedelemségbe kellett távoznia, bár névleges megtarthatta pannoniai érseki címét.
Arnulf karintiai és pannonia hercegsége, majd keleti frank királysága idején Pannonia a birodalom szerves részévé vált, Mosaburg lett valószínűleg Arnulf egyik legfontosabb székhelye. Amikor Arnulfot 896-ban császárrá koronázták, Pannoniát Braszlavra, Szlavónia duxára bízta.

### Politikai és egyházi központként
Az új központban, amely a korabeli keleti frank források szerint a Mosaburg nevet vette fel (latinul Urbs Paludarum, ószláv nyelven Blatengrad, mai szlovák nyelven Blatnohrad, jelentésük: 
„Mocsárvár”). Első temploma 850-ben Mária tiszteletére épült, és Liupram salzburgi érsek szentelte fel.  Pribina fejedelemsége idején erőteljessé vált a bajor bevándorlás. Egyre több templomra volt szükség, köztük Mosaburgban is épült még kettő. Az egyik Keresztelő Szent János, a másik Szent Adrianus tiszteletére. Utóbbit bajor mesterek építették magának Liutpram érseknek a vezetésével. Pribina az egyházhoz apátságot (officium ecclesiasticum) is csatolt, ami a Szent István-kori zalavári Szent Adorján-monostor elődje volt. A plébániák megszaporodása miatt Adalwin salzburgi érsek 859 után a Mosaburgot az érsekség új esperességének (archipresbyterium), központjává tette. Első esperese Richpald lett.
Kocel, Pribina fia idejére, a terület betagozódott a frank grófi szervezetbe. A korabeli források apját még duxnak, őt már comesnek címezték. Kocel fogadta Cirill és Metód szerzeteseket udvarában.
Kocel legkésőbb 873-as halála után Mosaburgban frank kinevezetettek székeltek. Az első közülük Gozwin volt.
Karlmann keleti frank király fia Arnulf 876–884-ig Carantania és Pannonia hercege, 887–899-ig keleti frank király volt. 896-ban koronázták császárrá, ekkor elhagyta Pannóniát, de ezelőtt valószínűleg egyik, méghozzá legfontosabb hercegi ill. királyi székhelye (Pfalz) lehetett Mosaburg. Egy 890. március 21-én kelt oklevele a várost Mosapurc regia civitas („királyi város”) néven említi. A régészeti ásatások olyan nagyszabású épületeket tártak fel, amelyekhez hasonlóakat sem Ausztria, sem Bajorország területéről nem ismerünk abból az időből. A palotakápolna romjai között olyan festett üvegablak töredékeket találtak, amelyekhez hasonlóak csak a keleti frank királyok szakrális székhelyén és temetkezőhelyén, a lorschi pfalzban lelhetők fel.
Egy 885-ös összeírás szerint a salzburgi érsek tulajdonában állt a palánkvár.
A középkori magyar forrásokban Zalavárat csak a 13. századtól jegyezték fel.

## A Zalavárral történő azonosítás bírálata

### Kutatástörténeti érvek
Mosaburgot Zalavárral először Ján Kollár pesti evangélikus lelkész, a pánszláv elmélet meghonosítója azonosította 1841-ben. Szerinte a zalavári vár és építmény egykori gazdája Pribina szláv főember volt, aki a IX. században élt. Eme azonosítás nagyon jól beleillett az akkoriban bontakozó pánszláv ideológiába, mely szerint a Kárpát-medence az ősidőktől szlávok lakta vidék volt, és csupán az „elmagyarosítás” révén lett magyar többségű. A pánszláv ideológia máig érzékelhető nyomait jól mutatja a Cirill és Metód szobor, mely azt itt lévő állítólagos szláv térítéseket van hivatva jelezni. Ez feltételezi hogy a Dunántúlon szláv tömegek éltek, amire nézvést mindenféle bizonyíték hiányzik. Az elmélet új lendületet kapott a második világháború utáni szovjet megszállás idején, amikor divatos lett a 'szláv múltat' hirdetni. Molnár Erik (1949) szerint pl: „Pribina szláv állama a magyar állam alapja volt.” Ez mint „nagyjelentőségű tétel”, az 1957-es Egyetemi Tankönyvben is visszaköszön. Ezután a másfajta értelmezéseket „hamisnak és félrevezetőnek” nevezték, s „ettől kezdve az ásatásokon már mindet úgy találnak meg, hogy az pontról-pontra megegyezzen az írott források részleteivel”.
Idetartozik Bartha Antal megállapítása: „a pannóniai szlávok nagy történelmi érdeme, hogy a népvándorlás hullámainak elülésével ismét munkába vették az elvadult földeket és megteremtették a magyarországi feudális civilizáció alapjait.” Szőke Miklós Béla még messzebbre megy: "a mosaburgi grófság egyúttal azt a fejlődési modellt is felvillantja, ami Pannónia más részein is a jövőt jelentette volna, ha a honfoglaló magyarok megjelenése drasztikusan meg nem szakította volna."

### Régészeti és helynéven alapuló ellenérvek
A Mosaburg=Zalavár azonosítást több szakember elvetette. Elsőként Salamon Ferenc, aki megállapította, hogy a Pribina településeit felsoroló helynevek, mintegy 30 település egyike sem található meg Magyarországon, azok az ausztriai Karintia tartományhoz köthetők. Hasonló megállapításra jutott Stessel József is, aki szerint Mosaburg a mai Klagenfurt közelében volt. A jelenkori kutatók közül Bakay Kornél írt egy részletes tanulmányt, melyben a helynevek összehasonlításával kimerítően bizonyítja a Mosaburg=Zalavár elmélet tarthatatlanságát.
Bakay szerint a krónikabéli Mosaburg a mai Moosburggal azonos." Bakay szavaival: "A vendek ezt a Moosburgot Blatogradnak nevezik. Itt egy tó (Schwarzes moos, palus) partján, a víztükörnél 10 m-rel magasabban három domb emelkedik. Az egyiken egy lakótorony állt, a másikon egy Karoling-kori palota (pfalz, curtis regiae és curticula). A lakótornyos dombot mindmáig Arnulf-dombnak, vagy népiesen Etzel (Etele?) toronynak hívják, mivel a torony egyik oldala 17 méter magasságig áll. A négyzetes lakótorony külső mérete 12 m, a falvastagsága 2 m. A másik dombnak Thurnerhügel a neve. Megtalálták a védműveket, a sáncokat, egy fahidat, ciszternát, és a Conversióban emlegetett templomok közül létezett itt a Szűz Mária-kolostor és Szent Rupert-templom.
Az előkerült leletek egyértelművé teszik, hogy ez az épületegyüttes Karlmann és fia, Arnulf idején épült. A régi Moosburg környékén is megtalálható a sala név (Sallach patakot jelentett és Köflach mellett folyik a Salla patak), de a tó partján ott sorakozik: Bösnitz = Businiza, Stefelberg = Stepiliperc, Spitzburg = Spizzun, Thernberg = Termpereh, Schwarza = Ouartinaha, Mutzenfeld = Muzziliches-chirichun, Wört = Weride, Aflenz = Ablanza, Utschbach = Uussitin, Geissen = Keisi, Fischa = Fizkere, Maria-Straden = Stradach.
Ha a fentiek értelmében Pribina székhelyét Karinthiába helyezzük, ahol Pettau (Ptuj) is szomszédos,egészen jó értelmezését nyerjük a Conversio szövegének és a későbbi okleveles adatoknak is. Nyomban érthetővé válik, hogy a Salzburgi Névtelen Pribina városánál miért nem említi meg a Balatont, érthetővé válik a Karoling Birodalom keleti részének tartományi beosztása, amelynek valóban volt Carantania nevű régiója és ez nem Pannóniát jelenti, mint „meglepő, új elnevezés”, hanem a dél-ausztriai Karinthiát. De érthetővé válik az is, hogyan adományozhatta I. Ottó 977-ben, a Salzburgi főegyházmegyének azokat a birtokokat, amelyek - állítólag - a Magyar Nagyfejedelemség kellős közepén, Zalában feküdtek. Úgy, hogy nem dunántúli birtokokról van szó, hiába szerepel a helynevek között Sabaria."
Amennyiben Mosaburg=Moosburg, úgy a dunántúli szláv államok - Alsó-pannoniai grófság, szlavón hercegség - meglétét teljesen újra kell értékelni, mivel ezen államok léte, egyéb bizonyíték híján, teljességgel a Mosaburg=Zalavár azonosításon nyugszik.

## További tudnivalók
- Obrusánszky Borbála: Mosaburg kontra Zalavár
- Szőke Béla miklós: Zalavár a Karoling-korban. In: Paradisum plantavit. Pannonhalma, 2001.
- Ezeréves kőpalotát ásnak Zalában. mult-kor.hu, 2011. augusztus 31. (Hozzáférés: 2011. szeptember 1.)
- Templomok, sírok, pipák: hatvan éve folynak ásatások Zalaváron. mult-kor.hu, 2010. augusztus 24. (Hozzáférés: 2011. szeptember 1.)
- Zalavár: a háborúkat túlélte, de a békét nem. mult-kor.hu, 2010. augusztus 23. (Hozzáférés: 2011. szeptember 1.)
- Film a szenzációs zalavári leletről. mult-kor.hu, 2009. augusztus 7. (Hozzáférés: 2011. szeptember 1.)